# Vanity (film 1916)
Vanity è un film muto del 1916 diretto da John B. O'Brien. Sceneggiato da Wallace Clifton su un soggetto di Aaron Hoffman, fu prodotto dalla Popular Plays and Players Inc. e distribuito dalla Metro Pictures Corporation. Aveva come interpreti Emmy Wehlen, Thomas O'Keefe, Edward Martindel.

## Produzione
Il film fu prodotto dalla Popular Plays and Players Inc.

## Distribuzione
Il copyright del film, richiesto dalla Popular Plays and Players, fu registrato il 23 dicembre 1916 con il numero Lp9811.
Distribuito dalla Metro Pictures Corporation, il film uscì nelle sale statunitensi il 1 gennaio 1917 dopo essere stato distribuito in Nuova Zelanda.
Non si conoscono copie ancora esistenti della pellicola che viene considerata presumibilmente perduta.